# Crateva yarinacochaensis
Crateva yarinacochaensis är en kaprisväxtart som beskrevs av Cornejo och Iltis. Crateva yarinacochaensis ingår i släktet Crateva, och familjen kaprisväxter. Inga underarter finns listade i Catalogue of Life.